# Stanisław Leopold

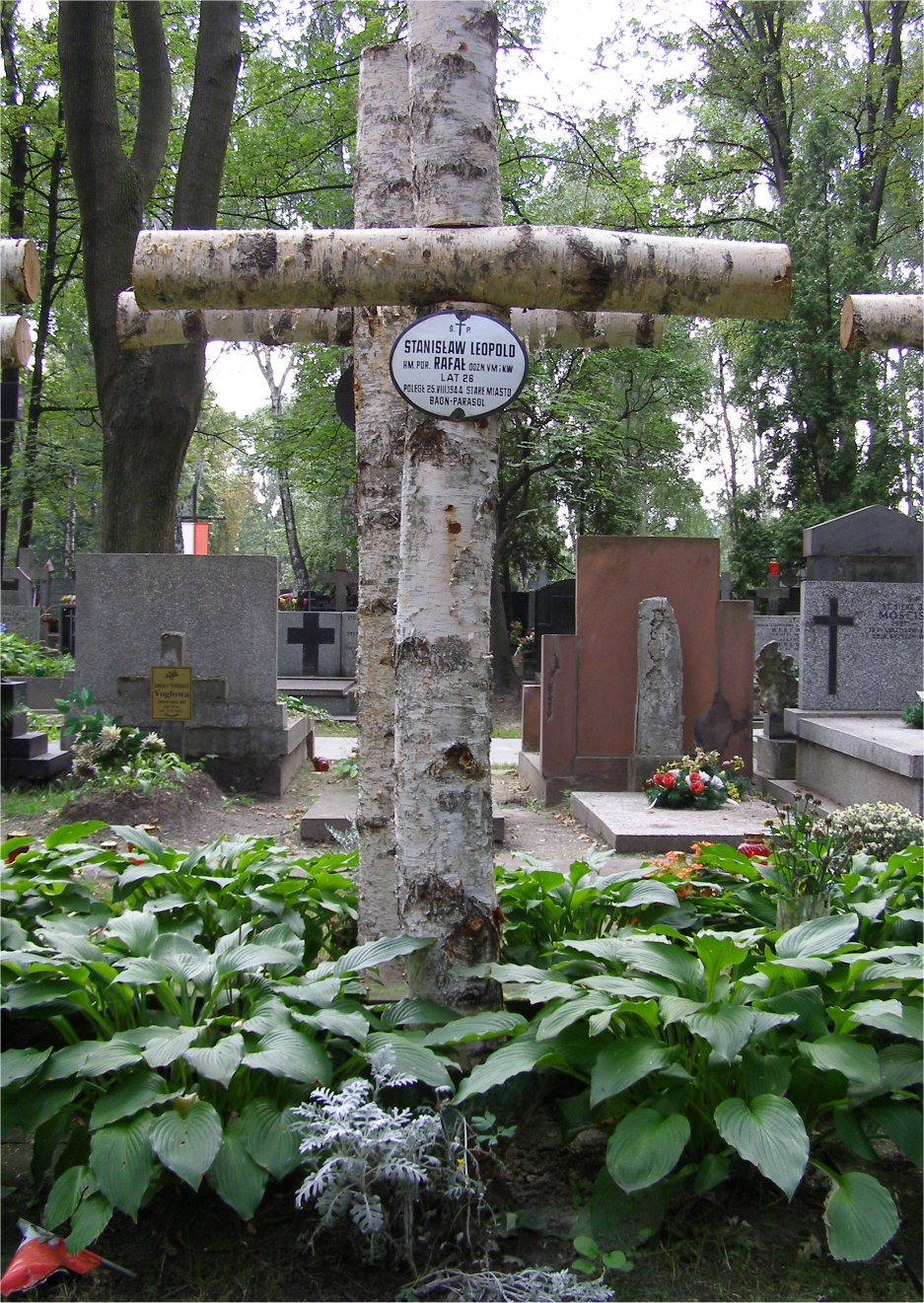
Grób Stanisława Leopolda na Cmentarzu Wojskowym na Powązkach

Stanisław Wojciech Leopold ps. „Rafał”, „Leon” (ur. 9 stycznia 1918 w Dziektarzewie, zm. 25 sierpnia 1944 w Warszawie) – polski harcmistrz, pośmiertnie mianowany podporucznikiem, w powstaniu warszawskim dowódca 1. kompanii w batalionie „Parasol”, jeden z instruktorów harcerskich w Szarych Szeregach, członek Rady Programowej Szarych Szeregów.

## Życiorys
Stanisław Leopold urodził się 9 stycznia 1918 w Dziektarzewie, pow. Łask i był synem właściciela tego folwarku Stanisława oraz Małgorzaty Romockiej. Uczył się od czerwca 1927 w prywatnym Gimnazjum Męskim Zgromadzenia Kupców m. Łodzi i tam w maju 1935 otrzymał świadectwo dojrzałości. Studiował od października tego roku w Szkole Głównej Handlowej w Warszawie, gdzie zdał egzamin magisterski w czerwcu 1938, uzyskując uprawnienia ekonomisty (specjalizował się w zakresie spółdzielczości rolniczej). Nie zdążył, jednak złożyć pracy dyplomowej, ponieważ wybuchła wojna. Już w czasie nauki w gimnazjum rozpoczął działalność społeczną jako skarbnik samorządu szkolnego, a wkrótce wstąpił do szkolnego koła Związku Polskiej Młodzieży Demokratycznej (ZPMD). Działalność w związku kontynuował również w czasie studiów, będąc wydawcą i redaktorem pisma „Czerwone Tarcze” (miesięcznika ZPMD
dla młodzieży nieakademickiej) od numeru 5 z 1938. Od tego roku był jednocześnie sekretarzem redakcji pisma „Naród i Państwo”. 
W konspiracji był założycielem, a od wiosny 1940 kierownikiem i ideologiem „Petu” oraz redaktorem czasopisma „Przyszłość”. Wszedł w skład Rady Programowej przy Naczelniku Szarych Szeregów, a od września 1943 był przez kilka miesięcy członkiem Ścisłej Głównej Kwatery „Pasieka” Szarych Szeregów i pełnił również funkcję wizytatora Chorągwi Lubelskiej (UI „Zboże”). 27 grudnia 1943 mianowany został harcmistrzem. Uczestniczył również w pracach zespołu „M”, który zajmował się akcjami wychowawczymi wśród młodzieży pozostającej poza organizacjami harcerskimi, gdzie był kierownikiem Sekcji Redakcyjnej i redaktorem wydawanego w 1943 miesięcznika „M. Agencja Młodych dla Redakcji i Kierownictw Środowiskowych”. Używał w Szarych Szeregach pseudonimu „Leon”. Ukończył na przełomie marzec–październik 1943 III kurs Szkoły Podchorążych Piechoty Rezerwy „Agricola” i po awansie do stopnia kaprala podchorążego objął po Stanisławie Huskowskim na przełomie lutego i marca 1944 dowodzenie nad I plutonem, przekształconym następnie w 1 kompanię Oddziału Dyspozycyjnego „Pegaz” Kedywu KG AK pod zmienionym pseudonimem Rafał. 11 lipca 1944 w Krakowie był dowódcą nieudanej akcji na gen. Wilhelma Koppego, a podczas odskoku po akcji został ranny pod Udorzem w starciu z Niemcami.
W powstaniu warszawskim w dalszym ciągu był dowódcą 1 kompanii batalionu „Parasol”, która broniła cmentarza kalwińskiego na Woli, a od 9 sierpnia brała udział w obronie Starego Miasta. Pełniący obowiązki dowódcy „Parasola” ppor. Jerzy Zborowski we wniosku odznaczeniowym z 11 sierpnia pisał o nim: 

„jako d-ca plutonu w dniu 9. 8. t.r. wytrzymał natarcie npla, dał inicjatywę do kontrnatarcia, utrzymał się wyjątkowo [długo] na pozycjach pomimo silnego ognia npla i dużych strat własnych. Z pozycji na cment. ewang. wycofał się ostatni, osłaniając odwrót własnego oddziału osobiście”

Stanisław Leopold poległ 25 dnia powstania warszawskiego w obronie Starego Miasta (rejon Reduty Banku Polskiego – ul. Bielańska 12). 21 sierpnia odznaczony Krzyżem Walecznych i pośmiertnie, 31 sierpnia – Orderem Virtuti Militari. Pochowany na Wojskowych Powązkach (kwatera A20-5-24).
Żoną Leopolda była Wanda z Iwanowskich, córka Jerzego (ślub wiosną 1940 r.). Mieli córkę Joannę (1943–1945).
Był bratem ciotecznym Andrzeja Romockiego ps. „Morro”. Łączniczką „Rafała” była Krystyna Wańkowicz, córka pisarza Melchiora Wańkowicza. Józef Szczepański ps. „Ziutek” zadedykował Leopoldowi wiersz „Do Rafała”.
W 2022 roku postanowieniem prezydenta RP Andrzeja Dudy za wybitne zasługi dla niepodległości Rzeczypospolitej Polskiej został odznaczony pośmiertnie Krzyżem Komandorskim Orderu Odrodzenia Polski.